# 田所友明
田所 友明（たどころ ともあき）(明治28年（1897年）6月18日 - 昭和37年（1962年）2月8日）は、日本の教育者、学校経営者。中国高等簿記学校校主、九州高等計理学校校長、九州経理専門学校（現在の専門学校九州テクノカレッジ）校長、小倉女子商業高等学校（現在の慶成高等学校）校長、学校法人専修学園理事長を務めた。

## 経歴
愛媛県松山市生まれ。上に姉と兄がいる。兄の田所庚一郎は弁護士で、戦後南方の旧植民地でBC級戦犯の弁護に当たった。
旧制専修大学計理科で学び、文部省師範学校中学校高等女学校教員検定試験簿記科に合格し、各地に簿記・計理学校を造る。
- 大正 9年（1920年）九州高等簿記学校（長崎市）設立[3]
- 大正11年（1922年）専修高等簿記学校（福岡県小倉市）設立[3]
- 大正12年（1923年）中国高等簿記学校（岡山市）設立　校主[3]
- 昭和14年（1939年）～昭和24年（1949年）戦中戦後は各地で簿記教育の普及活動を行う
- 昭和25年（1950年） 九州高等計理学校校長
- 昭和27年（1952年） 学校法人専修学園初代理事長
- 昭和29年（1954年） 九州経理専門学校（九州高等計理学校を改称）初代校長[4]
- 昭和34年（1959年） 小倉女子商業高等学校初代校長
- 昭和37年（1962年）在職中に死去